# Allonge
Le terme allonge, utilisé dans plusieurs disciplines sportives, fait référence à une distance. Sa définition varie suivant la discipline considérée.

## Tir à l'arc
Suivant le fabricant c'est soit, la mesure exacte du fond de l'encoche au point de contact de la flèche sur la fenêtre d'arc, soit la longueur du fond de l'encoche au dos de l'arc (côté pointé vers la cible).

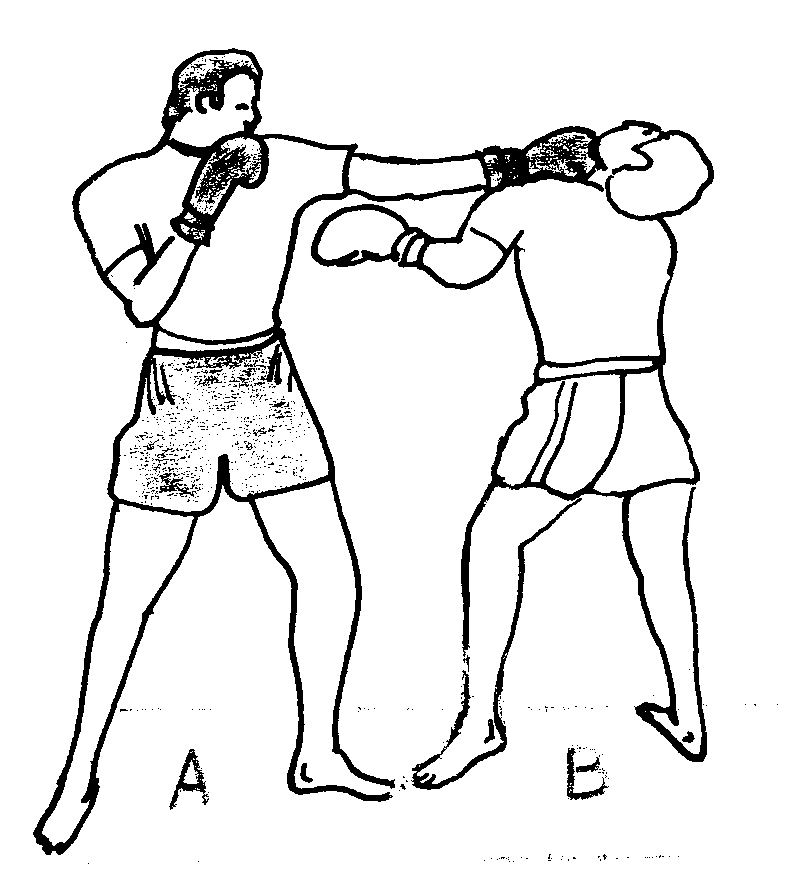
Utilisation de l'allonge avec un coup de poing direct ici en coup d'arrêt.

## Arme à feu
L'allonge ou portée pratique d'une arme à feu et d'une munition donnée exprime la distance maximale d'emploi réaliste.

## Boxe et arts martiaux
En anatomie, l'allonge ou envergure désigne la distance entre les extrémités des 2 bras tendus à l'horizontale dans le prolongement de la poitrine. En moyenne, l'allonge fait 1,038 fois la taille, avec des disparités. Ainsi, les combattants à la morphologie rectiligne (filiforme) disposent très souvent d’une envergure supérieure à cette   norme, ce qui pose un problème d’organisation à son adversaire – notamment lors des corps à corps. On dit, dans le jargon pugilistique, que ces boxeurs ont des « tentacules » en guise de bras. Avoir une plus grande allonge que son adversaire permet de porter un coup de poing sans en recevoir simultanément. 
Chez les boxeurs de grande taille (1,90 m et plus), l'allonge peut dépasser la taille de 10 cm à 20 cm.
Il en est de même pour les autres artistes martiaux.

## Marine
Pièce de bois d'une membrure d'un bateau, la prolongeant à sa partie supérieure — notamment pour les varangues, le genou, la poupe ou le tableau, mais aussi les écubiers. Voir “Allonge” sur wiktionary.org et “Glossaire maritime”.